# Заруцянка
Заруцянка — польське спортивне товариство. Утворене 1923, згодом перейменоване на «Подільський спортивний клуб «Легіон». Основні секції — футбол, легка атлетика та велосипед.
При «Заруцянці» діяв драматичний гурток.